# Andreas Püttmann

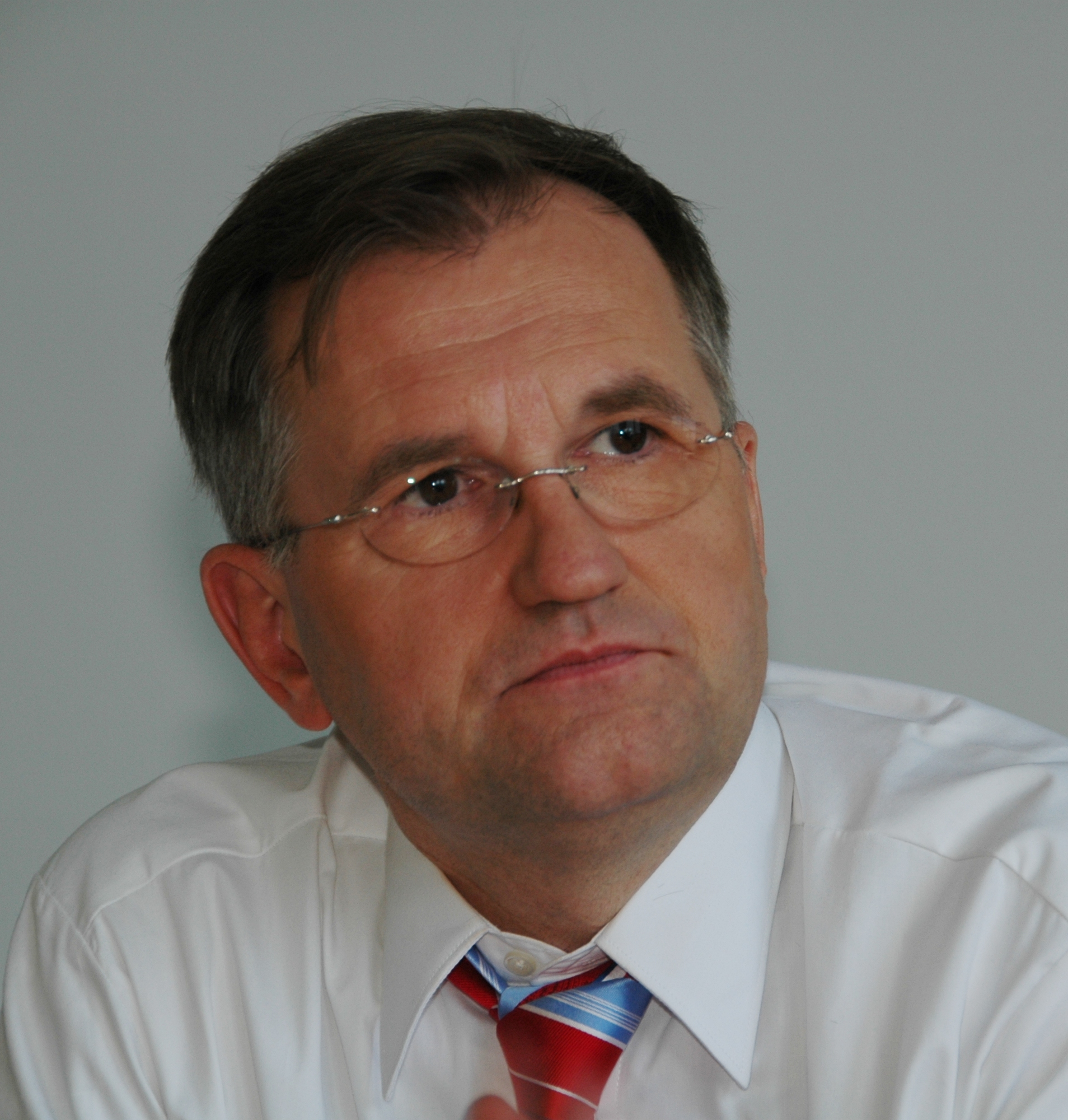
Andreas Püttmann (2010)

Andreas Püttmann (* 16. April 1964 in Dinslaken) ist ein deutscher Politikwissenschaftler, Journalist und Publizist.

## Leben
Andreas Püttmann studierte von 1983 bis 1990 Politikwissenschaft, Geschichte und Staatsrecht an der Rheinischen Friedrich-Wilhelms-Universität Bonn und am Institut d’études politiques de Paris. Er war Stipendiat der Konrad-Adenauer-Stiftung und des Deutschen Akademischen Austauschdienstes (DAAD). 1993 wurde er mit der Dissertation Ziviler Ungehorsam und christliche Bürgerloyalität. Konfession und Staatsgesinnung in der Demokratie des Grundgesetzes bei Wolfgang Bergsdorf promoviert. Nach freier Mitarbeit beim WDR-Hörfunk (1987–89) war er von 1989 bis 1991 Redakteur beim Rheinischen Merkur.
Von 1993 bis 2002 war Andreas Püttmann wissenschaftlicher Mitarbeiter der Konrad-Adenauer-Stiftung. Dort wirkte er zunächst als Referent in der journalistischen Nachwuchsförderung, ab 1995 als Leiter des Referats für die südwestdeutschen Hochschulen in der Deutschen Studentenförderung sowie in der Arbeitsgruppe Kirche und Politik und ab 1998 im Betriebsrat der Stiftung.
Seit 2002 ist er nach einer verschleppten Borreliose gesundheitlich beeinträchtigt und wirkt nur noch in begrenztem Umfang als freier Publizist. Püttmann ist römisch-katholisch und lebt in Bonn.

## Wirken
Püttmann ist Autor oder Mitverfasser zahlreicher Bücher und publizierte unter anderem in:
- Anzeiger für die Seelsorge
- Communicatio Socialis
- Die Entscheidung
- The European
- Idea Spektrum
- Der Fels
- Herder Korrespondenz
- Die Politische Meinung
- Mut
- Die Neue Ordnung
- Psychologie heute
- Psychotherapie und Seelsorge
- Pastoralblatt
- Theo
- Zeitschrift für Politik

sowie in den Zeitungen
- der ZEIT-Beilage Christ und Welt.
- Frankfurter Allgemeine Zeitung
- Rheinischer Merkur
- Die Tagespost

Online schrieb er u. a. für
- The European
- Cicero Online
- Domradio.de
- Katholisch.de
- Kath.net
- ZEIT online
- Zentrum Liberale Moderne
- Starke-Meinungen.de

Seine Themenschwerpunkte sind politische und ethische Grundsatzfragen, die christliche Gesellschaftslehre und Wertediskussion, Religionssoziologie und Kirchenpolitik, Demoskopie und Medienwirkungen, die Krise der liberalen Demokratie und der Rechtspopulismus.
Sein Buch „Gesellschaft ohne Gott. Risiken und Nebenwirkungen der Entchristlichung Deutschlands“ (2010) fand große Beachtung in säkularen wie kirchlichen Medien.
Nach seiner eigenen Erkrankung an Lyme-Borreliose publizierte er auch über die psychosoziale und medizinische Problematik, die mit diesem Leiden verbunden ist.
Als Referent für Begabtenförderung gründete Püttmann 1997 zusammen mit dem Altstipendiaten Florian Ludwig das Kammerorchester der Konrad-Adenauer-Stiftung, das bis heute besteht.

## Positionen und Ämter
- von 1992 bis 2003 Redaktionsmitglied des Bundesorgans der Jungen Union Die Entscheidung
- 1998/99 Mitglied der Arbeitsgruppe Politik und Soziales der Kommission Kirche 2000 der Deutschen Bischofskonferenz
- 2005 bis 2008 Lehrbeauftragter an der Gustav-Siewerth-Akademie in Weilheim-Bierbronnen
- 2010 bis heute Kuratoriumsmitglied des Christlichen Medienverbundes KEP, jetzt: Christliche Medieninitiative Pro
- 2010 bis 2014 Kuratoriumsmitglied des Instituts für Gesellschaftswissenschaften Walberberg
- 2011 bis 2013 durch den Erzbischof berufenes Mitglied im Diözesanpastoralrat des Erzbistums Köln
- 2014 bis 2015 Mitglied der Zukunftskommission „Zusammenhalt stärken – Zukunft der Bürgergesellschaft gestalten“ der CDU Deutschlands
- 2015 bis 2017 kooptiertes Vorstandsmitglied der Gesellschaft Katholischer Publizisten Deutschlands (GKP)
- 2018 bis 2020 Berater im Ständigen Arbeitskreis „Politische und ethische Grundfragen“ des Zentralkomitees der deutschen Katholiken (ZdK)
- Seit Mai 2025 als Einzelpersönlichkeit gewähltes Mitglied des Zentralkomitees der deutschen Katholiken (ZdK)

## Schriften
Neben Aufsätzen in Zeitschriften publizierte Püttmann u. a. folgende Monographien und Buchbeiträge:
- Unter dem Anspruch des „C“. Zu den Programmentwürfen der Unionsparteien. Bachem, Köln 1993, ISBN 3-7616-1217-6.
- Ziviler Ungehorsam und christliche Bürgerloyalität. Konfession und Staatsgesinnung in der Demokratie des Grundgesetzes. Schöningh, Paderborn u. a. 1994, ISBN 3-506-76818-2.
- Auf Vermittler angewiesen. Wie entsteht öffentliche Meinung über die Kirche? Bachem, Köln 1996, ISBN 3-7616-1261-3.
- Leben Christen anders? Befunde der empirischen Sozialforschung. Bachem, Köln 1998, ISBN 3-7616-1520-5.
- Christliche Erziehung als Beitrag zum Gemeinwohl. Adamas, Köln 2000, ISBN 3-925746-52-8.
- „Vor allem müssen Christen führen“ (Adenauer). Zur Konvergenz von Funktions- und Werteliten als Forderung des Gemeinwohls, in: Nothelle-Wildfeuer, Ursula / Glatzel, Norbert (Hrsg.): Christliche Sozialethik im Dialog. Zur Zukunftsfähigkeit von Wirtschaft, Politik und Gesellschaft. Festschrift zum 65. Geburtstag von Lothar Roos, Grafschaft 2000, S. 259–279, ISBN 3-929304-37-6
- Menschenbild und Medienwirkung. Aspekte der Bestätigung und der Beschädigung einer Verfassungsvoraussetzung, in: Nomos und Ethos. Hommage an Josef Isensee zum 65. Geburtstag von seinen Schülern, hrsg. von Otto Depenheuer u. a., Berlin 2002, S. 69–101, ISBN 3-428-10776-4
- „Das sind die Werte, für die ich hier stehe am äußersten Rande“ – Was haben Alfred Delp und der deutsche Widerstand gegen Hitler uns heute noch zu sagen?, in: Reiner Albert/Roland Hartung/Günther Saltin (Hrsg.): Alfred-Delp-Jahrbuch Bd. 1/2007, Berlin 2007, S. 54–77, ISBN 978-3-8258-0407-7
- Die neue Strahlkraft des Papsttums: Rom – Köln – Bayern. Johannes Paul II., Benedikt XVI. und die deutsche öffentliche Meinung, in: Die göttliche Vernunft und die inkarnierte Liebe. Festschrift zum 80. Geburtstag Seiner Heiligkeit Papst Benedikts XVI., hrsg. von Albrecht Graf von Brandenstein-Zeppelin, Alma von Stockhausen, J. Hans Benirschke, Weilheim-Bierbronnen 2007, S. 687–721, ISBN 3-928273-72-8
- Christliche Volkspartei ohne christliches Volk? Zur strategischen Opportunität und sozialethischen Aktualität einer Politik mit dem C, in: Bernhard Vogel u. a. (Hrsg.): Politik – Kommunikation – Kultur. Festschrift für Wolfgang Bergsdorf zum 65. Geburtstag, Paderborn 2007, S. 85-108, ISBN 978-3-506-76469-0
- Gesellschaft ohne Gott. Risiken und Nebenwirkungen der Entchristlichung Deutschlands. Gerth Medien, Asslar 2010, ISBN 978-3-86591-565-8.
- Was gibt uns Heimat in einer globalisierten Welt?, in: Jahrbuch des baltischen Deutschtums, hrsg. von der Carl-Schirren-Gesellschaft im Auftrag der Deutsch-Baltischen Gesellschaft, Bd. LVII 2010, S. 160–179, ISBN 978-3-923149-61-2
- Tapferkeit – die Kardinaltugend der Freiheit, in: Michael Müller (Hrsg.): Die leise Diktatur. Das Schwinden der Freiheit, Aachen 2010, S. 99-118, ISBN 978-3-928272-91-9
- Kinder – die verkannte Glücksquelle, in Georg Kaster (Hrsg.): Kinder – Was ist uns unsere Zukunft wert? (4: Internationale Gocher Gespräche), Münster 2011, S. 174–184, ISBN 978-3-941462-32-8
- Führt Säkularisierung zum Moralverfall? Eine Antwort auf Hans Joas, Zimmern-Stetten 2013, ISBN 978-3-00-040318-7.
- Wertschätzung und Wandel von Familie – Empirische Erkenntnisse in christlicher Perspektive, in: George Augustin/Rainer Kirchdörfer (Hrsg.): Familie. Auslaufmodell oder Garant unserer Zukunft? Brun-Hagen Hennerkes zum 75. Geburtstag, Freiburg/Basel/Wien, 2014, S. 99–113, ISBN 978-3-451-33560-0
- Tugendethische Voraussetzungen der Subsidiarität, in: Anton Rauscher (Hrsg.): Besinnung auf das Subsidiaritätsprinzip (Soziale Orientierung, Bd. 23), Berlin 2015, S. 287–300, ISBN 978-3-428-14713-7
- Was ist die AfD? Und wie als Kirche mit ihr umgehen?, in: Stefan Orth/Volker Resing (Hg.), AfD, Pegida und Co. Angriff auf die Religion? Freiburg 2017, S. 36–57, ISBN 978-3-451-27466-4
- Wie katholisch ist Deutschland – und was hat es davon? Bonifatius-Verlag, Paderborn 2017, ISBN 978-3-897-10712-0.
- Akzeptanz, Gemeinwohldienste und Versuchungen der Kirche in der säkularisierten Gesellschaft, in: Elisabeth Dieckmann/Karl-Heinz Wiesemann (Hrsg.): Wie viel Kirche braucht das Land? Christliches Zeugnis in einer säkularen Gesellschaft, Würzburg 2019, S. 13–36, ISBN 978-3-429-05356-7.
- Geschlechterordnung und Familismus als Policy-Angebote des Rechtspopulismus und Autoritarismus für das katholische Milieu, in: Maren Behrensen, Marianne Heimbach-Steins, Linda E. Hennig (Hrsg.): Gender – Nation – Religion. Ein internationaler Vergleich von Akteursstrategien und Diskursverflechtungen, Frankfurt am Main 2019, S. 51–80, ISBN 978-3-593-50960-0.
- „Es gibt keine christliche Selbstverschließung im Heiligtum“. Zur Aktualität von Schriften Alfed Delps nach über 80 Jahren, in: Peter Kern (Hrsg.): Alfred-Delp-Jahrbuch, Band 11-12/2020. Alfred Delp – Ein Zeugnis, das bleibt. Zum 75. Todestag, Berlin 2020, S. 365–375, ISBN 978-3-643-14446-1
- Wie politisch darf die Kirche sein?, in: Gott für die Welt. Festschrift für George Augustin, hrsg. von Stefan Laurs, Ingo Proft, Markus Schulze, Freiburg/Basel/Wien 2021, Teilband 2, S. 805–817, ISBN 978-3-451-39056-2.
- Populistische Radikalisierungstendenzen im konservativ-katholischen Milieu Deutschlands, in: Katholischer Rechtspopulismus, hrsg. von Ursula Nothelle-Wildfeuer/Magnus Strieth, Freiburg 2022, ISBN 978-3-451-39264-1.
- Christlicher ziviler Ungehorsam im demokratischen Rechtsstaat des Grundgesetzes? Ein Plädoyer für Bürgerloyalität auch im Gewissenskonflikt, in: Zugänge zu Recht und Religionen. Interdisziplinäre Sondierung eines weiten Forschungsfelds, Bd. 2, hrsg. v. Markus Brodthage und Dieter Krimphove, Baden-Baden 2024, S. 207–244, ISBN 978-3-756-01357-9

## Ehrungen und Auszeichnungen
- Förderpreis des Katholischen Journalistenpreises 1991
- Aufnahme in den OMCT Tempelritterorden (2010),[5] 2015 ausgetreten.